# Kościół Wniebowzięcia Najświętszej Maryi Panny w Niemodlinie
Kościół Wniebowzięcia Najświętszej Maryi Panny – rzymskokatolicki kościół parafialny położony przy ulicy Rynek 29 w Niemodlinie. Kościół należy do parafii Wniebowzięcia NMP w Niemodlinie w dekanacie Niemodlin, w diecezji opolskiej. Świątynia została wpisana do rejestru zabytków województwa opolskiego 20 lutego 1958 roku, pod numerem 300/58.

## Historia kościoła
Pierwszy wiejski kościół jest wzmiankowany w 1228 roku. Książę Kazimierz I opolski wymienił wtedy Niemodlin w nadaniu dla swego palatyna Klemensa Gryfity, któremu powierzył patronat nad tutejszą świątynią. Po otrzymaniu przez Niemodlin praw miejskich, od 1290 roku świątynia figurowała jako kościół parafialny. Funkcję proboszcza sprawował tu wtedy niejaki Eccehard. W dniu 5 maja 1389 roku Bolko IV opolski książę niemodliński zwrócił się do biskupa wrocławskiego Wacława z prośbą o podniesienie kościoła parafialnego w Niemodlinie do rangi kolegiaty (status ten świątynia zachowa do 1810 roku).
Książę uposażył wikariuszy w beneficja, znajdujące się we wsiach Hanuszów,  Piotrówek, Szczepanowice, w dystrykcie niemodlińskim i w dziesięciny ze wsi w okręgu głubczyckim. Zachowało się kilka średniowiecznych dokumentów (obecnie w Archiwum Państwowym we Wrocławiu) dotyczących kolegiaty, między innymi dokument Kazimierza księcia cieszyńskiego i oświęcimskiego oraz pana na Głogówku, który darował wikariuszom kolegiaty w Niemodlinie 30 grzywien czynszu rocznego z ruchomego i nieruchomego majątku w Toszku. W tym dokumencie, pochodzącym z 2 kwietnia 1416 roku, podano wezwanie kolegiaty - Najświętszej Marii Panny. 

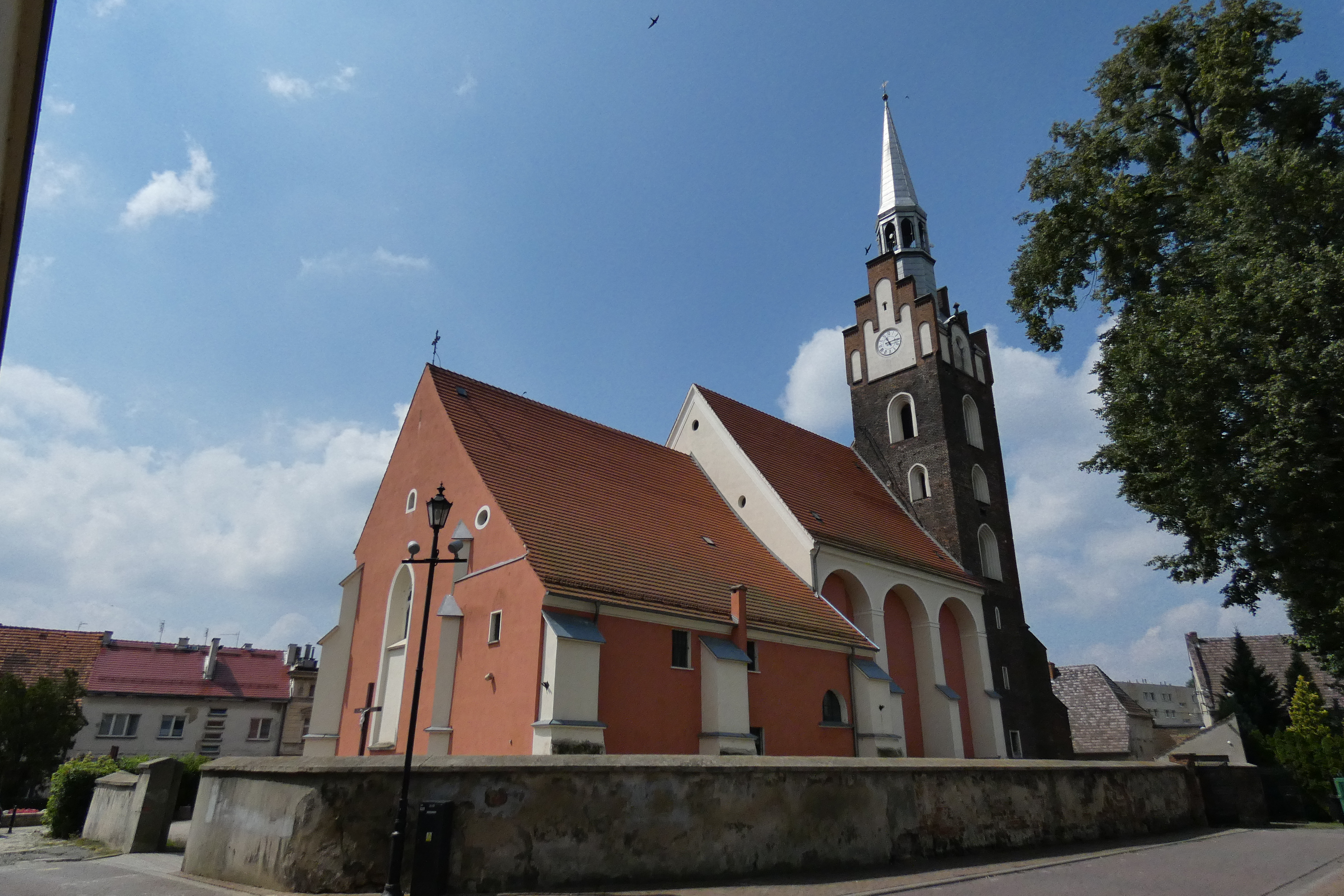
Widok kościoła

 Z 1429 roku pochodzi dokument Bolka V księcia opolskiego, który potwierdził sprzedaż przez Ottona z Głogówka kolegiacie w Niemodlinie trzech grzywien czynszu z Dąbrowy - wraz z sołectwem. Zachowały się również dwa dokumenty Wacława biskupa wrocławskiego z 1414 i 1416 roku, który ogłosił testament Aleksego Keterlini, kanonika wrocławskiego i prepozyta niemodlińskiego, o nadaniu 10 grzywien czynszu dla wikariuszów kościoła kolegiackiego oraz darowanie przez władze miast Toszka i Pyskowic wymienionych czynszów z dóbr księcia Kazimierza. Ponadto zachowały się trzy dokumenty notarialne, potwierdzające nadania dla kolegiaty uczynione przez osoby prywatne. Z 1427 roku pochodzi dokument Andrzeja syna Mieszka Zbylutowica de Scalendis, kleryka diecezji wrocławskiej i notariusza publicznego, który potwierdził nadanie Mikołaja de Neppasicz, dziedzica we wsi Kozielno, 4 grzywien czynszu dla wikariuszów kolegiaty. Drugi tego typu dokument pochodzi z 1429 roku, a wystawił go notariusz Marcin syn Andrzeja z Otmętu, kleryk wrocławski; potwierdził on nadanie Ottona Bees de Kograw - czynszu 3 grzywien groszy rocznie dla kolegiaty. Wreszcie trzeci z nich to potwierdzenie przez Andrzeja Ruperti, kanonika i oficjała wrocławskiego, testamentu Barbary Dreskynne o przekazaniu czynszu Jakubowi Jerstinboch, altaryście św. Krzyża w kolegiacie niemodlińskiej. Dokumenty wymieniają również członków władz kolegiaty: pierwszego prepozyta Aleksego Ketirlini (jednocześnie kanonika wrocławskiego), Jana Mochberga wikariusza, Wacława kanonika i Burgmanna altarystę.

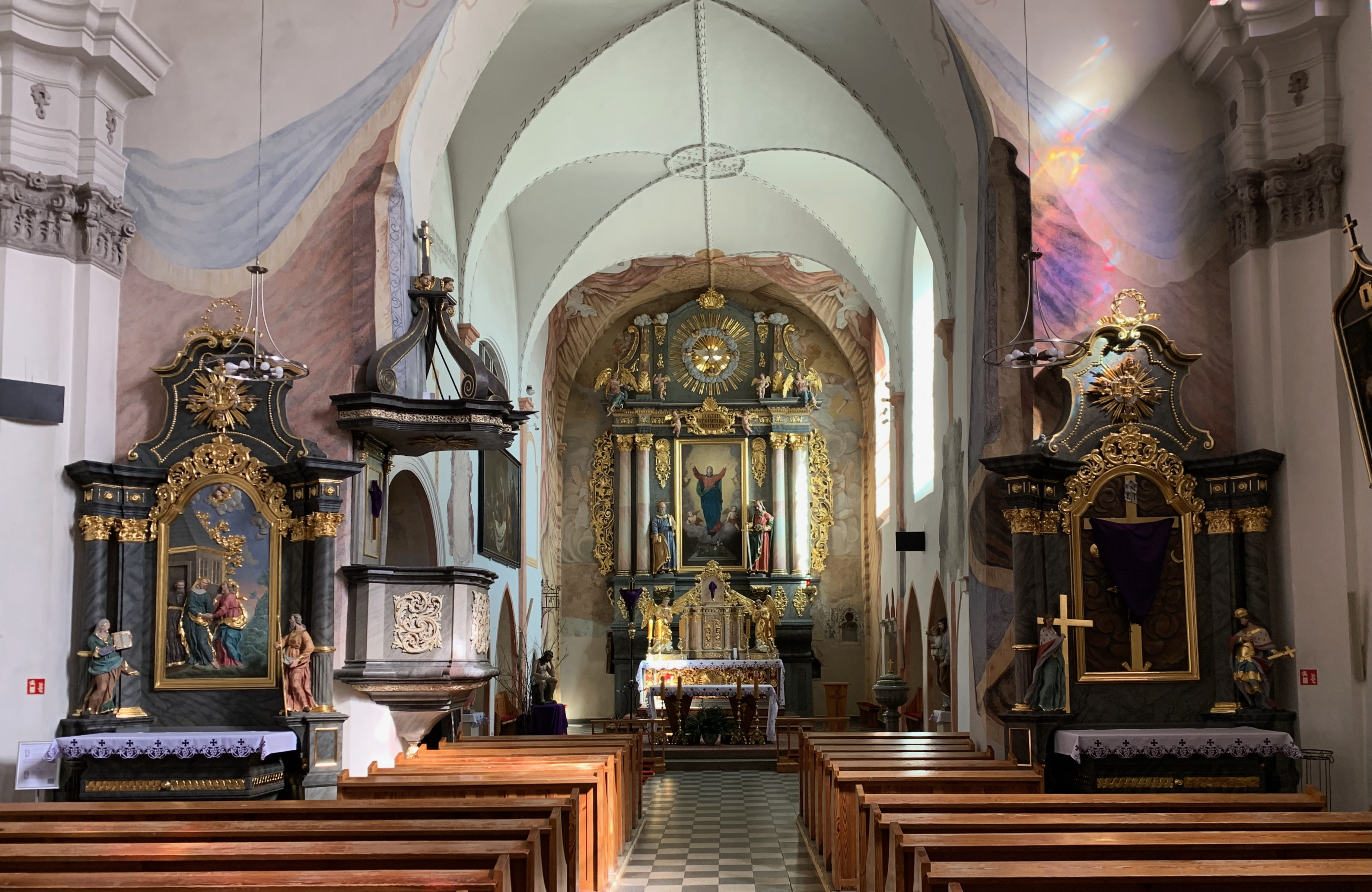
Wnętrze kościoła

 Obecny kościół zbudowany został w końcu XIII wieku (prezbiterium). Rozbudowany w drugiej połowie XV wieku (nawa i wieża). Kościół parafialny przechodził zmienne koleje losu. Podczas wojny trzydziestoletniej, 17 czerwca 1640 roku, niemal doszczętnie spłonął. Odbudowany w 1651 roku, został ponownie zniszczony od uderzenia pioruna w 1655 roku. Szczególnie mocno ucierpiała wieża, podobnie też, kolejny raz zniszczona w ten sam sposób w 1781 roku. Odbudowana, została podwyższona o 86 łokci, otoczono ją galeryjkami ze stożkowym, krytym gontem dachem. W 1864 roku wieża znów uległa zniszczeniu, koszt odbudowy wynosił 3900 talarów. Nowa wieża była wyższa od poprzedniej o 9,3 m, jej wysokość wynosiła 62,7 m. Po pożarze w 1640 r. przebudowano zakrystię i wzniesiono kaplice po bokach prezbiterium. W pierwszej połowie XVIII wieku przebudowano nawę i sklepienie z gotyckiego na barokowe. W roku 1865 został odnowiony szczyt zachodni i nadbudowano wieżę (wieżę zakończono wysmukłym hełmem z latarnią).

## Architektura i wnętrze kościoła

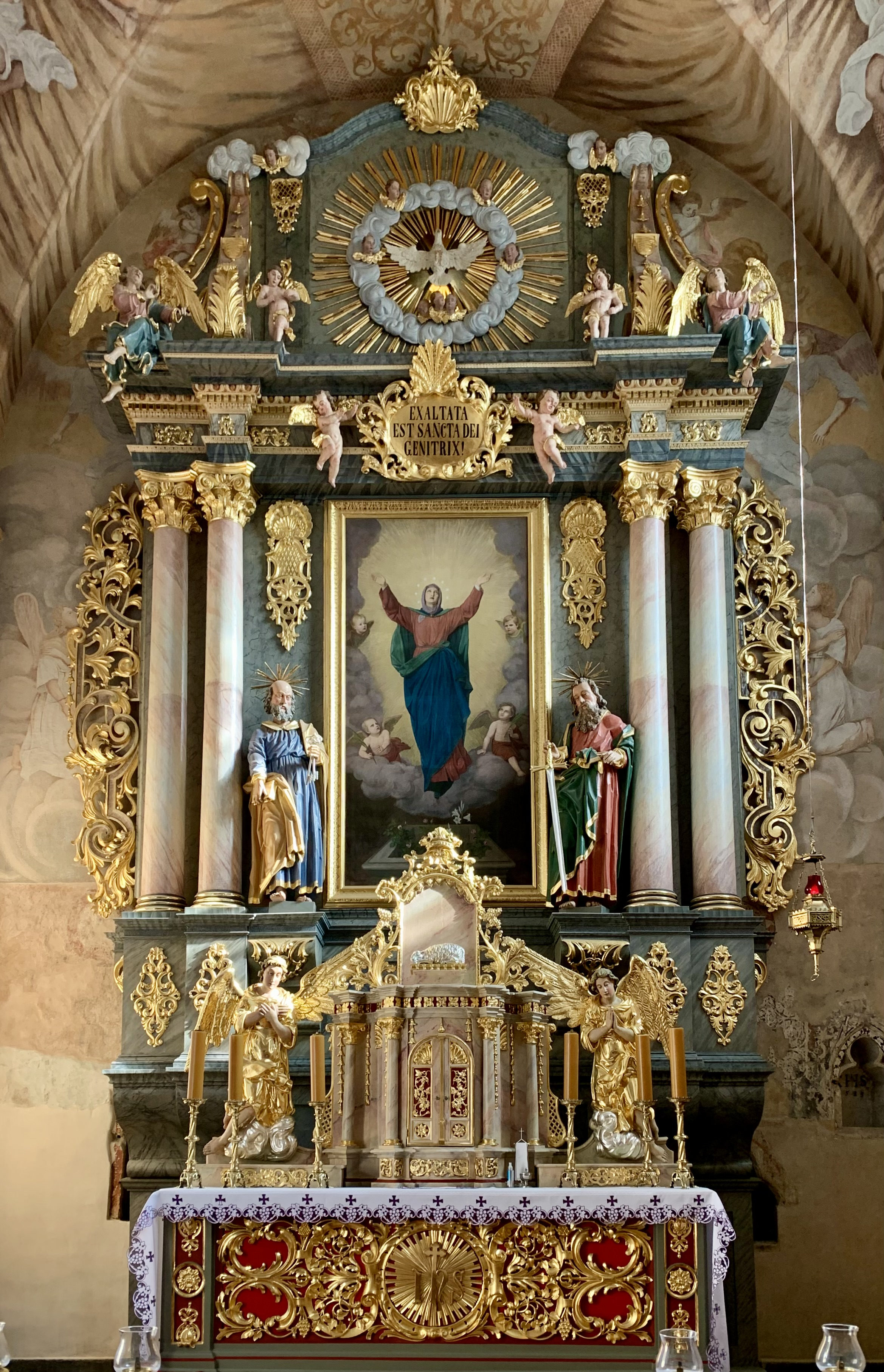
Ołtarz główny z obrazem Matki Bożej Wniebowziętej

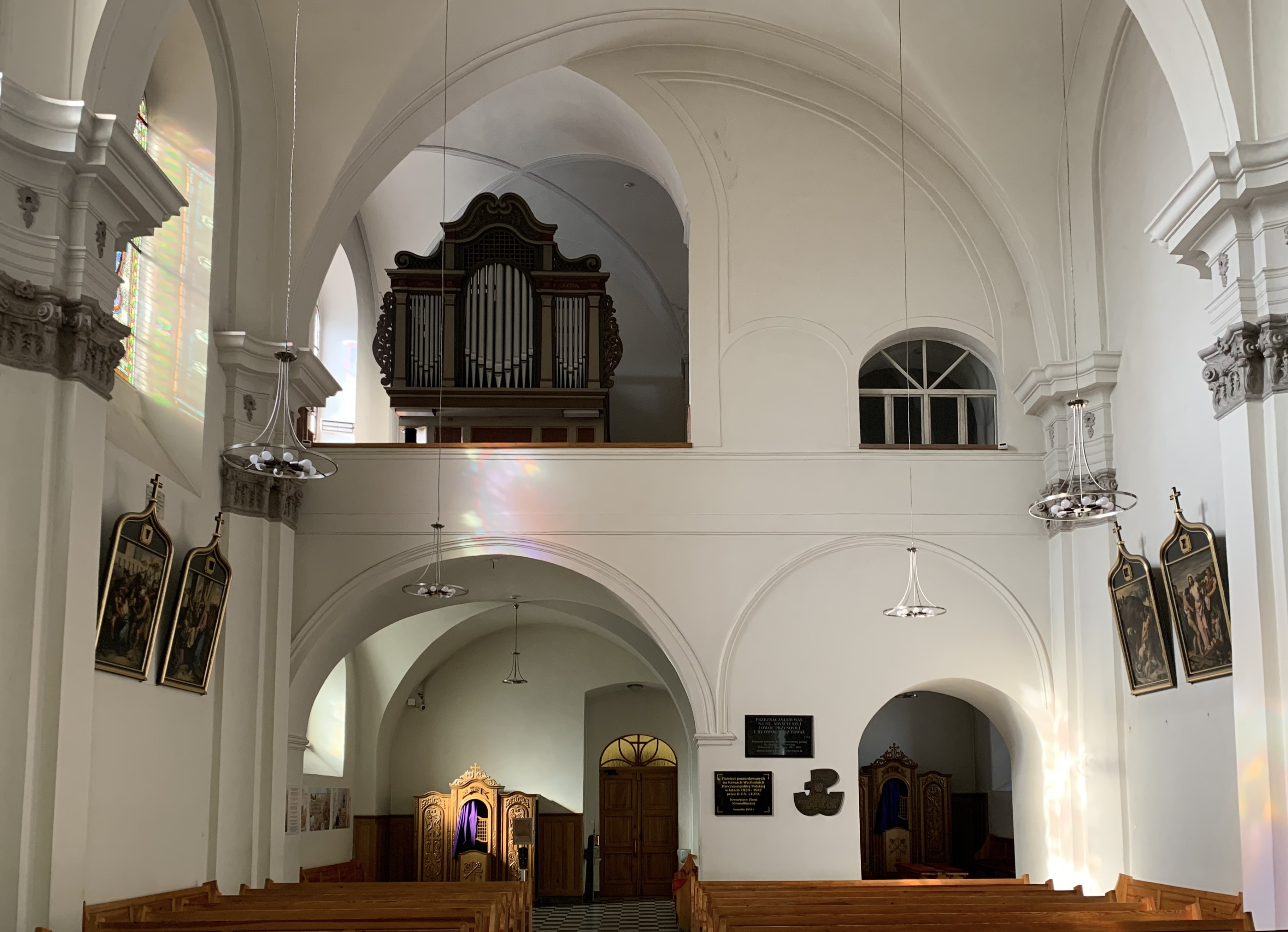
Widok na chór i organy

Kościół jest murowany z cegły z użyciem zendrówki i kamienia w przyziemiu (w prezbiterium widoczny układ cegieł wendyjski, a w nawie i wieży układ polski). Z wyjątkiem wieży i elewacji zachodniej jest otynkowany. Na zewnątrz opięty jest szkarpami uskokowymi, charakterystycznymi dla stylu gotyckiego. Ściany wewnętrzne prezbiterium rozczłonkowane są pilastrami, nawa - filarami przyściennymi. Prezbiterium nakryte jest sklepieniem kolebkowo - krzyżowym z dekoracyjnymi żebrami stiukowymi z XVI wieku, a nawa, sklepieniem kolebkowym z lunetami. Nawa jest szersza i wyższa niż prezbiterium, posiada cztery przęsła. Do kościoła prowadzą dwie kruchty: główna - od zachodu i mniejsza południowa. Od zachodu znajduje się przybudówka za schodami na chór muzyczny i wieżę z 1950 roku. W prezbiterium znajdują się sedilia gotyckie, prawdopodobnie z XIV wieku, zamknięte trzema trójlistnymi łukami nadwieszonymi na kamiennych wspornikach. W wieży wiszą trzy dzwony, w tym jeden renesansowy z napisem minuskulnym z 1522 roku, przeniesiony z rozebranego drewnianego kościoła w Rogach, dwa pozostałe, ferrytowe, pochodzą z 1960 roku. Dodatkowo, w wieży znajduje się pęknięty dzwon z 1608 roku. 

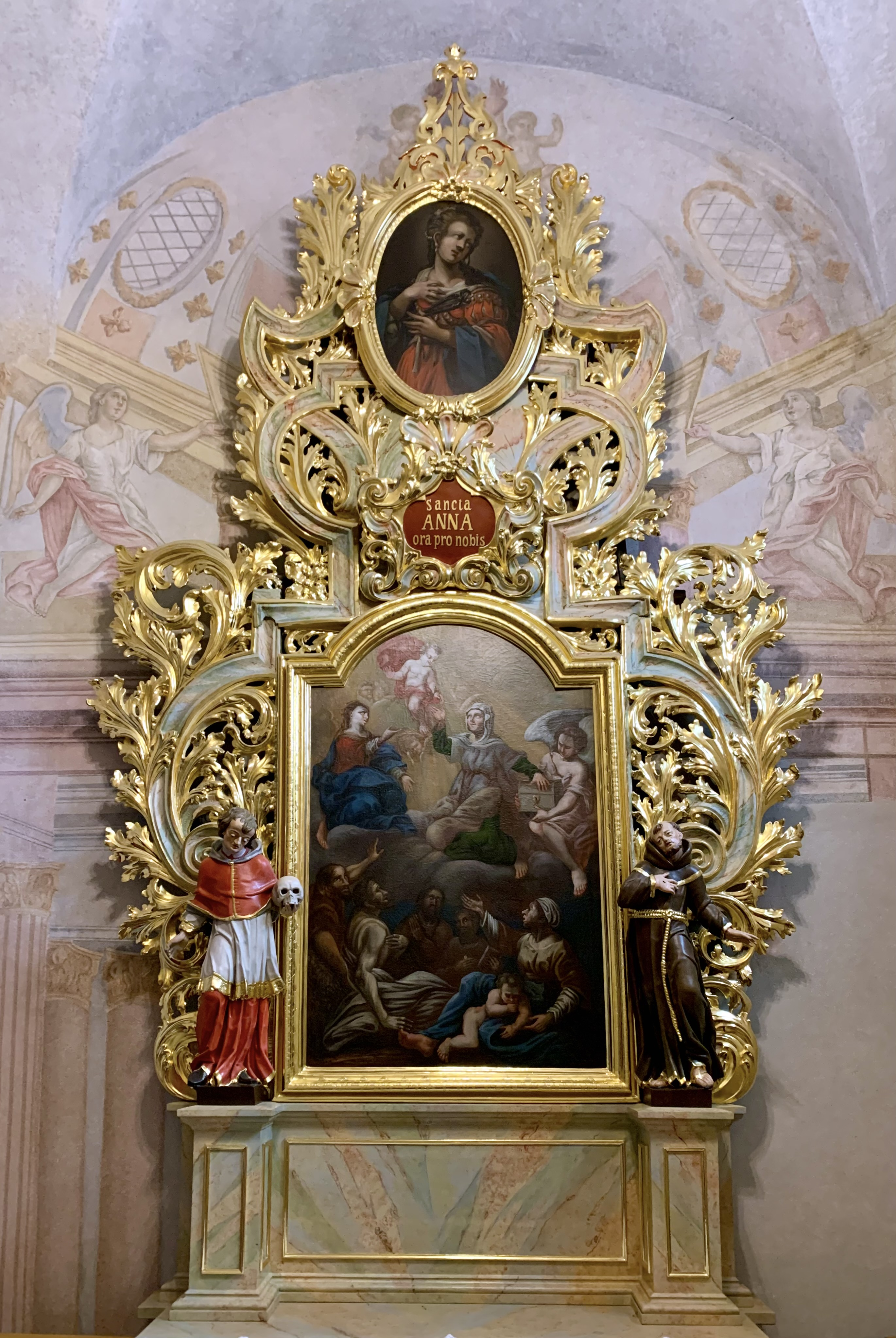
Ołtarz w kaplicy św. Anny

Niemodliński kościół jest orientowany, wzniesiony w stylu gotyckim z przekształceniami barokowymi z połowy XVII i 1. połowy XVIII wieku. W prezbiterium znajduje się ołtarz główny z obrazem Wniebowzięcia Najświętszej Marii Panny z ornamentami regencyjnymi oraz rokokowymi, a także dwie rzeźby św. Piotra i Pawła. Obecny ołtarz główny został ufundowany w 1822 roku. Fundatorami byli hrabia Fryderyk Praschma, proboszcz Ilgner, częściowo skorzystano także z fundacji hrabiny Joanny Praschma. Centralnym elementem ołtarza jest obraz Matki Bożej Wniebowziętej wzorowany na jednym z obrazów Guido Reniego. Autorem kompozycji jest Peter Joseph Molitor, malarz działający w XIX wieku w Düsseldorfie. Płótno przedstawia Madonnę, wstępującą do nieba w otoczeniu aniołków (o twarzach dzieci fundatorów), pośród chmur, unosząc się nad pustym grobem w którym wyrastają - znane z opisów apokryficznych - kwiaty.    
Ołtarze boczne są późnobarokowe z XVIII wieku. W lewym znajduje się płaskorzeźba przedstawiająca Nawiedzenie św. Elżbiety oraz rzeźby św. Anny i Joachima, w prawym ołtarzu także płaskorzeźba – Chrystusa ukrzyżowanego oraz rzeźby św. Heleny i Konstantyna Wielkiego. W kaplicy południowej ołtarz regencyjny z akantową dekoracją snycerską oraz rzeźbami św. Karola Boromeusza (z lewej) i św. Franciszka (z prawej). W środku ołtarza obraz apoteozy św. Anny oraz nad nim owalny obraz św. Apolonii Aleksandryjskiej. W kaplicy polichromie ze scenami z życia św. Anny. W kaplicy północnej ołtarz późnobarokowy z obrazem Matki Boskiej Częstochowskiej z poł. XX w. W kaplicy polichromie z XVIII w. z żywotem św. Jana Nepomucena oraz zabytkowe rzeźby barokowo-ludowe z XVIII wieku (Chrystusa Frasobliwego oraz Matki Boskiej Bolesnej).   
W kościele znajduje się barokowa ambona z XVIII wieku. W 1891 roku hrabia Fryderyk z okazji srebrnego jubileuszu swojego małżeństwa ofiarował kościołowi kosztowną monstrancję. W 1899 roku kościół odmalowano. W 1909 roku zostały odnowione organy przez Hugona z Wrocławia. W nawie bocznej znajduje się pamiątkowa tablica ku czci zabitych żołnierzy AK i ludności z kresów dawnej RP, ufundowana w 1990 roku. Czytamy na niej: „Pomordowanym mieszkańcom Wołynia, ofiarom deportacji, rzezi i obozów, żołnierzom 27 Wołyńskiej Dywizji Armii Krajowej, Obrońcom Przebraża i okolic, za patriotyczną postawę w ratowaniu życia Polaków na Wołyniu w latach 1939-44. Rodacy Ziemi Wołyńskiej. Niemodlin 1990 r.” Od zewnątrz, przy południowej ścianie prezbiterium znajduje się ogrójec z barokowymi rzeźbami modlącego się Chrystusa i apostołów z XVIII wieku. Kościół od strony północnej i wschodniej otoczony jest murem ceglanym uzupełnionym kamiennym pochodzącym z XVIII wieku. Na placu za kościołem, już na terenie miejskim, znajduje się zabytkowa kuta latarnia z początku XX wieku.

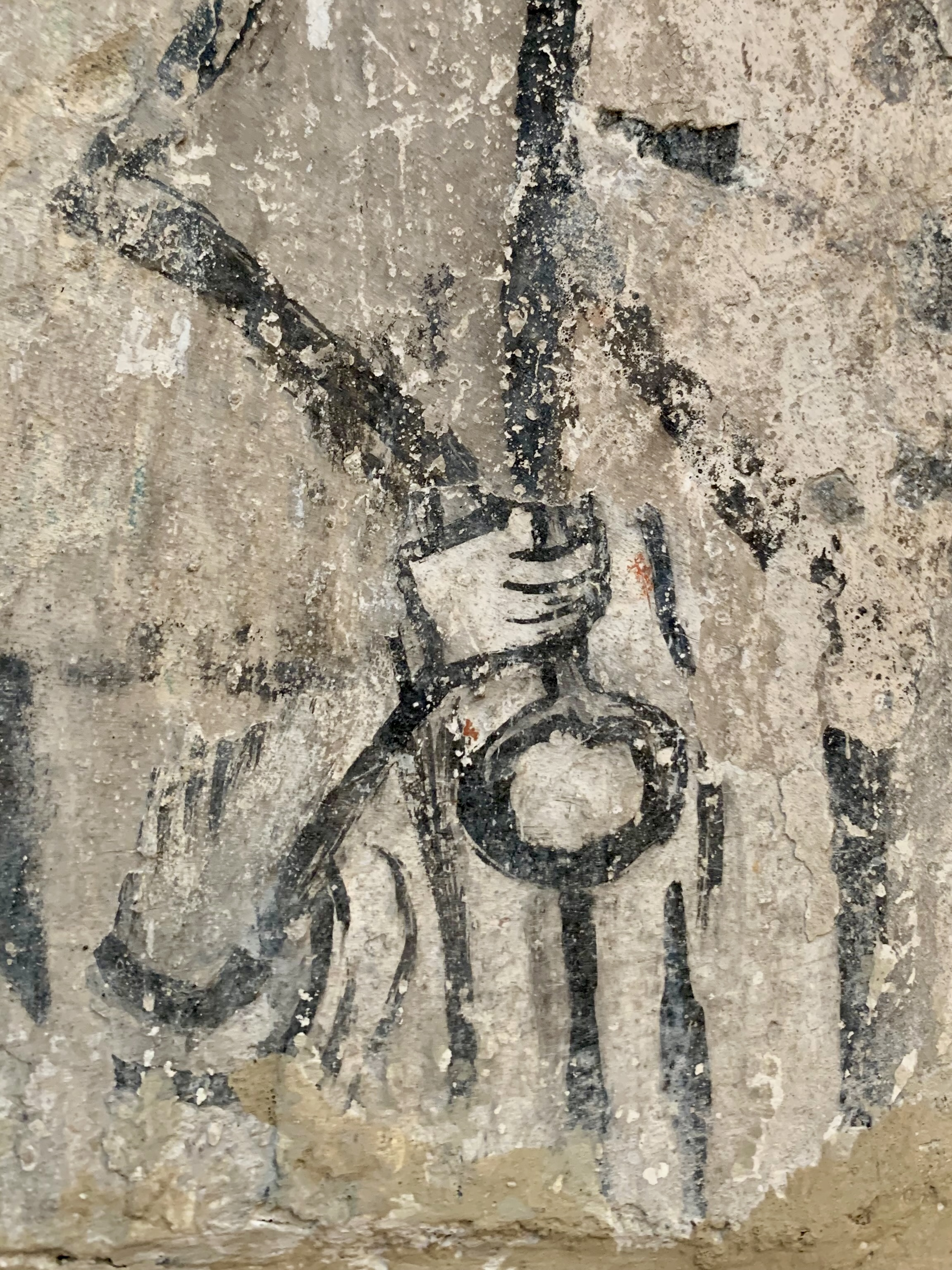
Fragment malowidła przy sakramentarium

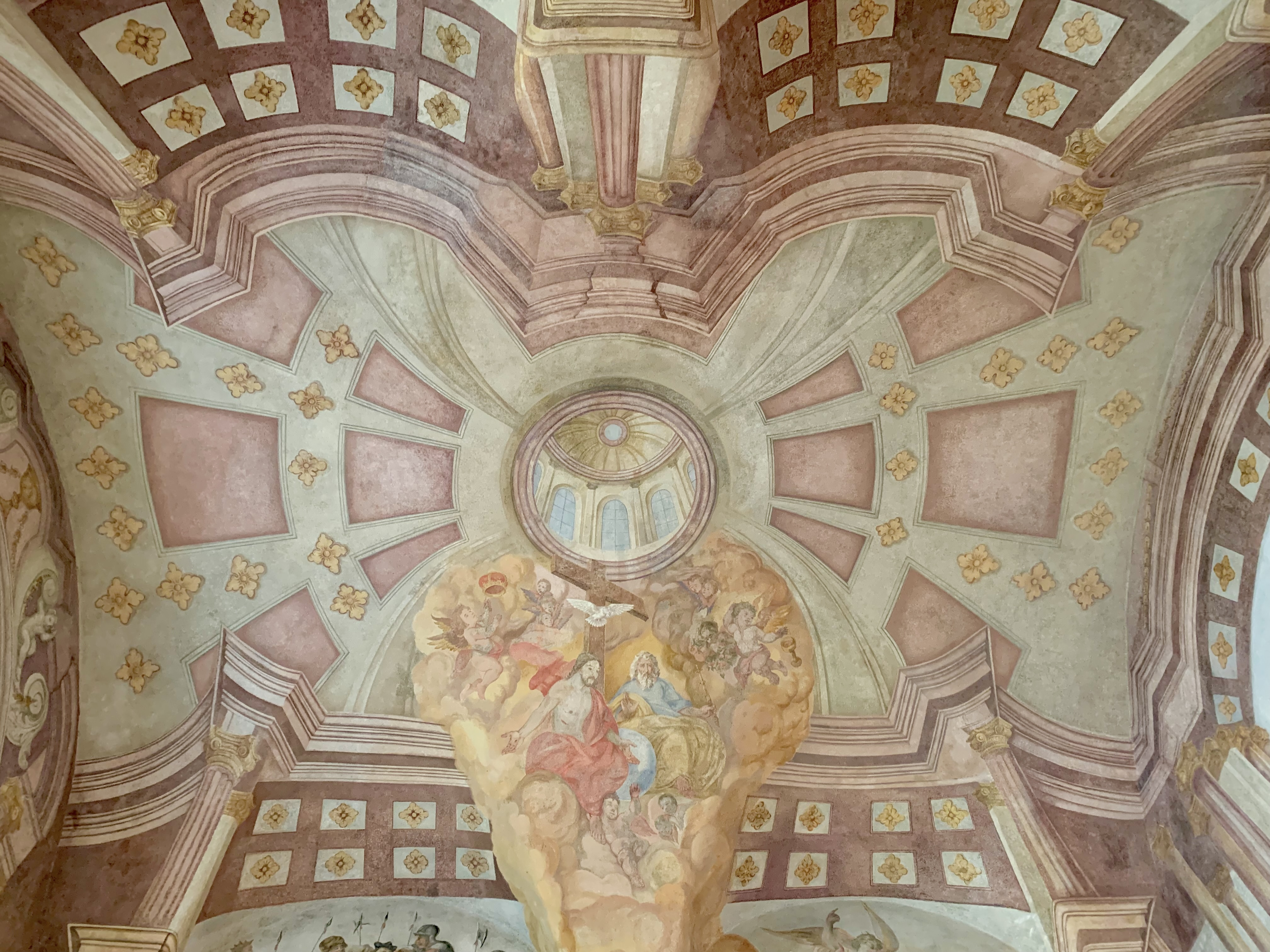
Iluzjonistyczna dekoracja sklepienia w kaplicy MB Częstochowskiej

 W latach 2019–2021 w kościele zrealizowano projekt pn. „Ochrona, konserwacja i udostępnienie zabytków oraz polichromii ściennych kościoła p.w. Wniebowzięcia N.M.P. w Niemodlinie”. Odnowiono barokowy ołtarz główny, ołtarze w kaplicach: północnej i południowej, bliźniacze rokokowo-klasycystyczne ołtarze boczne i późnobarokową ambonę. Zrekonstruowano i udostępniono fragmenty odkrytych w latach 2010–2011 barokowych polichromii w prezbiterium oraz kaplicach. Największym odkryciem były polichromie znajdujące się na ścianie prezbiterium za barokowym ołtarzem. Odkryto je w trakcie prac konserwatorskich w latach 2013-2021. Polichromie przedstawiające zacheuszki oraz epitafia inskrypcyjne (w tym jedno wierszowane) pochodzą z przełomu XIII/XIV wieku i należą do najstarszych tego typu na obszarze obecnej Polski. Zasłonięte m.in. przez ołtarz główny, są prezentowane na planszach znajdujących się przy wejściu do kościoła, pod chórem muzycznym.
Kościół udostępniony jest zwiedzającym, a w ramach zakończonego projektu można go bezpłatnie zwiedzać z przewodnikiem.